# Herz Jesu (Stadt Großalsleben)

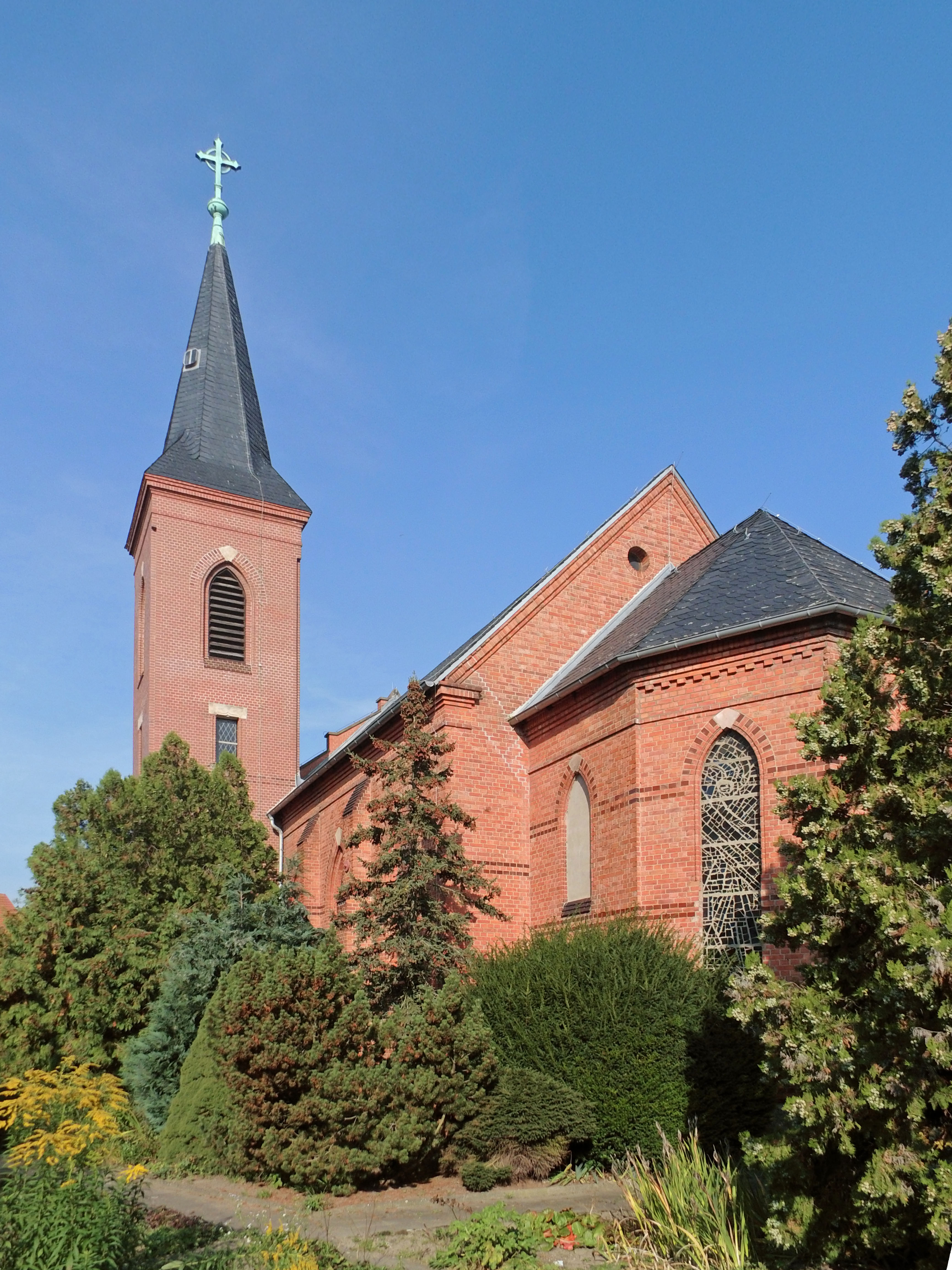
Außenansicht

Die Kirche Herz Jesu ist die katholische Kirche in Stadt Großalsleben, einem Stadtteil von Gröningen, im Landkreis Börde in Sachsen-Anhalt. Sie gehört zur Pfarrei „St. Marien“ mit Sitz in Oschersleben, im Dekanat Egeln des Bistums Magdeburg. Die nach dem Heiligsten Herz Jesu benannte Kirche hat die Adresse „Grudenberg 2“ und ist im Denkmalverzeichnis des Landes Sachsen-Anhalt unter der Erfassungsnummer 094 56273 als Baudenkmal aufgeführt.

## Geschichte
Im 16. Jahrhundert wurden die Kirche und die Bevölkerung von Großalsleben, das damals zum Archidiakonat Hadmersleben des Bistums Halberstadt gehörte, durch die Einführung der Reformation evangelisch-lutherisch.
Erst gegen Mitte des 19. Jahrhunderts siedelten sich wieder Katholiken in größerer Zahl in Großalsleben an, sie gehörten zunächst zur Kirchengemeinde in Oschersleben. Es handelte sich um Arbeiter aus katholischen Gebieten, überwiegend aus dem Eichsfeld und aus Schlesien. Der Bau der 1862 entstandenen Zuckerfabrik bot neben der Landwirtschaft neue Arbeitsplätze in Großalsleben.
Am 7. Oktober 1866 infizierte sich der Missionspfarrer von Oschersleben, Friedrich Anton Harbort, bei einem Krankenbesuch in Großalsleben an der Cholera und verstarb am Folgetag.
Im Dezember 1872 ließ sich mit Karl Friedrich wieder ein katholischer Priester in Großalsleben nieder, mit ihm wurde die katholische Kirchengemeinde Großalsleben gegründet. Ab 1873 wurden in Großalsleben katholische Kirchenbücher geführt. In der bis 1907 dauernden Amtszeit von Friedrich wurde später auch die Kirche erbaut. Zunächst fanden jedoch die Gottesdienste ein halbes Jahr lang im Saal des Gasthauses Herbst („Zum weißen Schwan“) statt. Dann wurde Ende 1873 ein Grundstück erworben und in der darauf befindlichen Scheune eine Kapelle eingerichtet. 1876 erfolgte der Abriss des ebenfalls auf dem Grundstück stehenden Wohnhauses, und an seiner Stelle der Neubau eines Pfarrhauses, in das auch die katholische Schule einzog, die vorher an anderen Orten untergebracht war.
Im Frühjahr 1904 begann der Bau der heutigen Kirche, die an dieser Stelle stehende Scheune mit der Notkapelle wurde abgerissen. Bereits im Herbst des gleichen Jahres konnte die Kirche fertiggestellt werden, ihre Benediktion vollzog Dechant Heinrich Haehling von Lanzenauer aus Dessau. Ihre bischöfliche Konsekration erfolgte jedoch erst am 22. Juni 1918 durch Heinrich Haehling von Lanzenauer, der inzwischen zum Weihbischof des Bistums Paderborn ernannt worden war, zu dem Großalsleben damals gehörte. 1924 bekam die Kirche eine vom Orgelbauunternehmen Feith hergestellte Orgel, die am 9. November 1924 eingeweiht wurde.
Am 1. Januar 1949 erfolgte die Erhebung der Kirchengemeinde Großalsleben zur Pfarrvikarie. Zu diesem Zeitpunkt kam die Pfarrvikarie Großalsleben zur Pfarrei Oschersleben. Zuvor gehörte die Kirchengemeinde Großalsleben zur weiter entfernt gelegenen Pfarrei St. Maria in Köthen, da Großalsleben in einer Exklave des Freistaates Anhalt und des Apostolischen Vikariats Anhalt lag.
Seit Anfang der 1990er Jahre verbindet die Herz-Jesu-Gemeinde eine Partnerschaft mit der Kirchengemeinde „St. Johannes Baptist“ in Dortmund-Kurl.
Am 13. Oktober 2007 wurde der Gemeindeverbund „Eilsleben – Großalsleben – Hadmersleben – Hamersleben – Hötensleben – Klein Oschersleben – Oschersleben – Sommerschenburg – Völpke“ errichtet, zu dem seitdem auch die Herz-Jesu-Kirche gehörte. Damals gehörten zur Pfarrvikarie Großalsleben rund 150 Katholiken. Nach dem Tod des letzten Großalslebener Pfarrvikars Alfred Nier im Jahre 2008 hatte ein Ruhestandspriester, der zuvor an der St.-Petrus-Kirche in Kalbe (Milde) tätig war, die Seelsorge an der Herz-Jesu-Kirche übernommen. Am 28. November 2010 entstand aus dem Gemeindeverbund die heutige Pfarrei „St. Marien“, die Großalslebener Pfarrvikarie „Herz Jesu“ wurde in diesem Zusammenhang aufgehoben. Die Volkszählung in der Europäischen Union 2011 zeigte, dass von den 3712 Einwohnern der Stadt Gröningen 255, und somit rund 7 %, der römisch-katholischen Kirche angehörten.

## Architektur und Ausstattung

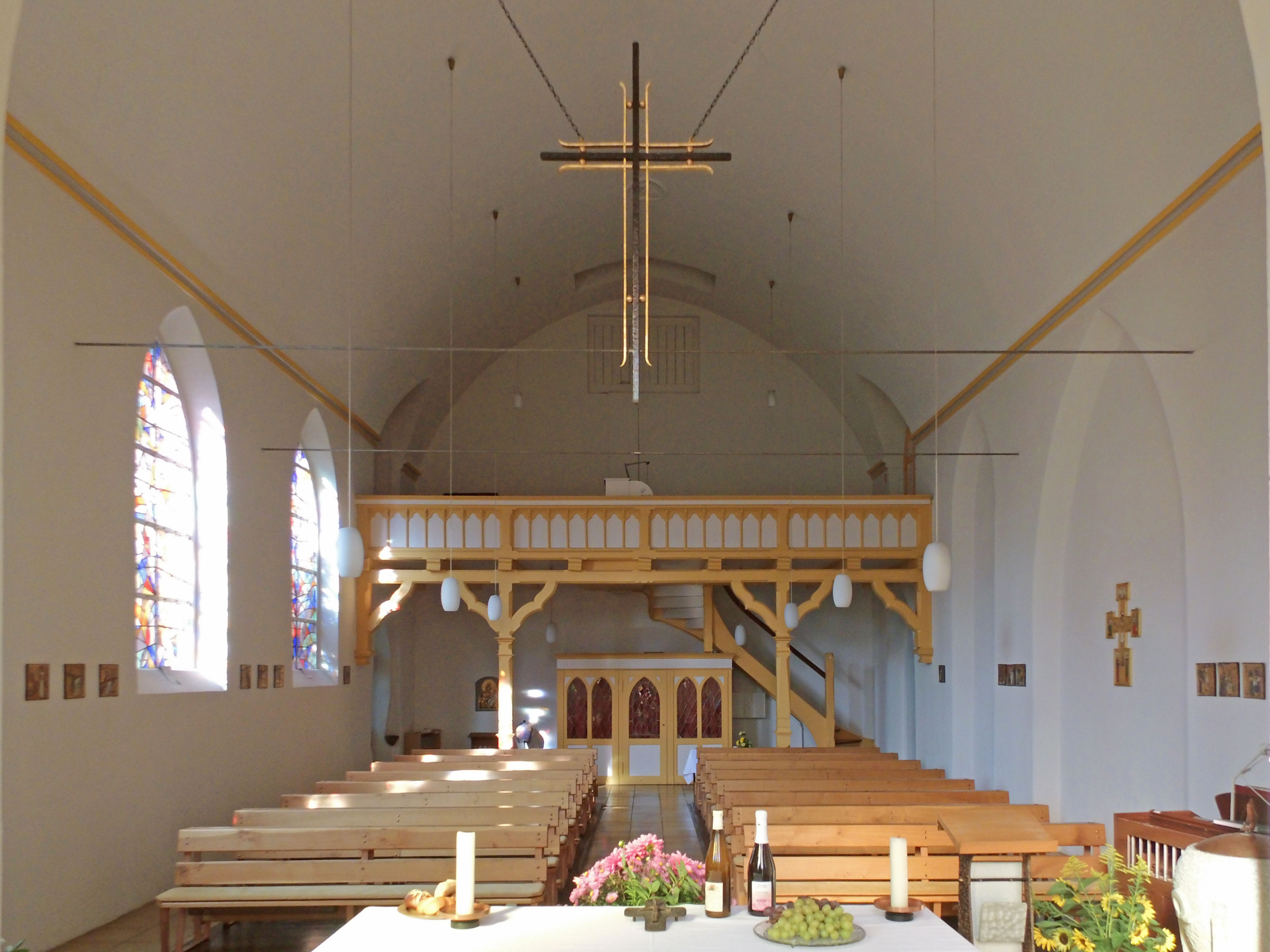
Blick zur Orgelempore

Die geostete Kirche wurde als Backsteinbau im Stil der Neogotik errichtet, ihr kreuzbekrönter Turm verfügt über eine Glocke. Zur Kirche gehört auch das angrenzende Gemeinde- und Pfarrhaus.
Das Kirchengestühl bietet 64 Sitzplätze. Die drei modernen, farbenprächtigen Buntglasfenster im Chorraum wurden in den 1980er Jahren eingesetzt. Der Ambo ist mit den Evangelistensymbolen geschmückt: von oben nach unten stehen der Adler für Johannes, der Löwe für Markus, der Stier für Lukas und der Mensch für Matthäus. Im Altarraum befindet sich außer dem Altar auch ein Hängekreuz sowie eine Stele mit dem Tabernakel und dem Ewigen Licht. Links vom Altarraum hat der Taufstein seinen Platz. Das rechts vom Altarraum angeordnete Relief, vor dem Opferkerzen ausgestellt werden können, zeigt Maria (Mutter Jesu) mit dem Jesuskind auf ihrem Arm. Marias rechte Hand weist auf ein aufgeschlagenes Buch mit den Buchstaben Α und Ω (Alpha und Omega). Sie sind der erste und der letzte Buchstabe des klassischen griechischen Alphabets, und ein Symbol für Anfang und Ende, damit für das Umfassende, für Gott. Unter der Orgelempore befinden sich ein Marienbildnis und ein Beichtstuhl. Zur Innenausstattung der Kirche gehören ferner 14 Kreuzwegstationen. Im Eingangsraum der Kirche befindet sich eine Herz-Jesu-Statue. Da die eingebaute Orgel nicht mehr spielbar ist, wird heute ein Harmonium genutzt. Nicht im Kirchenschiff platziert sind heute eine weitere Herz-Jesu-Statue, eine Marienstatue und ein Bild des heiligen Aloisius von Gonzaga. Bemerkenswert ist auch der gepflegte Pfarrgarten.